# Palliduphantes conradini
Palliduphantes conradini är en spindelart som först beskrevs av Brignoli 1971.  Palliduphantes conradini ingår i släktet Palliduphantes och familjen täckvävarspindlar.
Artens utbredningsområde är Italien. Inga underarter finns listade i Catalogue of Life.